# Bengalia robertsi
Bengalia robertsi este o specie de muște din genul Bengalia, familia Calliphoridae, descrisă de Hiromu Kurahashi în anul 1987. Conform Catalogue of Life specia Bengalia robertsi nu are subspecii cunoscute.